# Det enda som bär när allting annat vacklar
Det enda som bär när allting annat vacklar är en sång med text och musik skriven 1956 av Lydia Lithell.

## Publicerad i
- Lova Herren 1988 som nummer 400 under rubriken "Trons grund".
- Segertoner 1988 som nummer 521 under rubriken "Att leva av tro - Skuld - förlåtelse -rening".[1]
- Frälsningsarméns sångbok 1990 som nummer 533 under rubriken "Erfarenhet och vittnesbörd".
- Sångboken 1998 som nummer 10
- Psalmer och Sånger 2003 som nummer 828 under rubriken "Att leva av tro - Skuld - förlåtelse".[2]